# Kana Asumi
Kana Harada (原田 佳奈 Harada Kana?), más conocida por su nombre artístico Kana Asumi (阿澄 佳奈 Asumi Kana?, Fukuoka, 12 de agosto de 1983), es una seiyū y cantante japonesa. Trabajó para Voice & Heart hasta 2007, cuando cambió a 81 Produce.

## Filmografía
- Canvas 2: Niji Iro no Sketch (2005), Miembro del coro, camarera.
- Tekkonkinkreet (2006), Ciudadano Takaramachi.
- Hidamari Sketch (2007), Yuno.
- Tengen Toppa Gurren Lagann (2007)(2008)(2009), Bachika Kiyal.
- Shinkyoku Sōkai Polyphonica (2007), Kusunome Mujer Policía.
- Bokurano (2007), Kana Ushiro.
- Shugo Chara! (2007), Ran.
- Prism Ark (2007), Bridget.
- Hidamari Sketch (2007), Yuno.
- Rosario + Vampire (2008), Asistente.
- Persona -trinity soul- (2008), Megumi Kayano.
- Hidan no Aria (2008), Anzu (ep 4).
- Sekirei (2008), Yukari Sahashi.
- Hidamari Sketch × 365 (2008), Yuno.
- Blade of the Immortal (2008), Teahouse Girl (ep 6-8).
- Rosario + Vampire 2 (2008), Sumae Mizuno.
- Toradora! (2008), Sakura Kanō.
- Jigoku Shoujo Mitsuganae (2008), Shina Tamayo.
- Shugo Chara! Doki— (2008), Ran.
- Kyo no Gononi (2008), Natsumi Hirakawa.
- To Aru Majutsu no Index (2008)(2010), Kazakiri Hyouka.
- Umi Monogatari ~Anata ga Ite Kureta Koto~ (2009), Marin.
- Kämpfer (2009)(2011), Mikoto Kondō.
- Kaichō wa Maid-sama!(2010), Honoka.
- Amagami SS (2010), Miya Tachibana.
- Working!! (2010), Taneshima Popura.
- Tamayura (2010)(2011), Kaoru Hanawa.
- Mayo Chiki! (2011), Nakuru Narumi.
- Kami Nomi zo Shiru Sekai II (2011), Kosaka Chihiro.
- C³ (2011), Kana Miyama.
- Black Rock Shooter (2010) (2012), Yuu Kotari.
- Kami Nomi zo Shiru Sekai II OVA Series; Yonnin to Idol (2012), Kosaka Chihiro.
- Dog Days (2011)(2012), Yukikaze Panotte.
- Haiyore! Nyaruko-san (2012), Nyaruko.
- Tantei Opera Milky Holmes ~Alternative~ (2012), Adler Lily.
- Fire Emblem Awakening (2012), Lissa
- Sasami-san@Ganbaranai! (2013), Sasami.
- Kami Nomi Zo Shiru Sekai III ~Megami Hen~ (2013), Kosaka Chihiro.
- Sekai de Ichiban Tsuyoku Naritai! (2013), Elena Miyazawa.
- Magi The Kingdom Of Magic (2013), Toto.
- Unbreakable Machine Doll (2013), Frey.
- Hyperdimension Neptunia (2013), Blanc/White Heart.
- Encouragement of Climb ｢Yama no Susume｣ (2013), Hinata Kuraue.
- Puella Magi Madoka Magica: The Rebellion Story (2013), Nagisa Momoe.
- Witch Craft Works (2014), Touko Hio.
- Mekakucity Actors (2014) Ene/Enomoto Takane.
- Ryūgajō Nanana no Maizōkin (2014), Ikkyuu Tensai.
- Hanamonogatari (2014), Rouka Numachi.
- Go! Princess PreCure (2015), Noriko Komaki.
- Nisekoi (2014)(2015), Mari Tachibana.
- Non Non Biyori (2015), Komari Koshigaya.
- Sangatsu no Lion (2017), Hisha Nyaa y Kyosha Nyaa.
- Itsudatte Bokura no Koi wa 10 cm Datta. (2017), Akari Hayasaka.
- Fire Emblem Heroes (2017), Lissa
- The Silver Guardian (2018), Nishikaze
- Senran Kagura: Shinovi Master (2018), Fubuki

## Videojuegos
- Honkai Impact 3rd (2017), Bronya Zaychik
- Shinobi Master Senran Kagura: New Link (2017), Fubuki
- Magia Record (2018), Nagisa Momoe
- Grand Chase (2020), Io Jupiter
- Blue Archive (2021), Izuna Kuda
- Honkai: Star Rail (2023), Bronya Rand y Silver Wolf.

## Música
- Interpretó el último ending de la serie Amagami SS: Suteki na Aru Hi.[1]
- Junto con sus compañeros de elenco, participó del ending Tokyo Winter Session de la serie Itsudatte Bokura no Koi wa 10 cm Datta.[2]